# Quảng Hợp, Quảng Trạch
Quảng Hợp là một xã thuộc huyện Quảng Trạch, tỉnh Quảng Bình, Việt Nam.

## Địa lý
Xã Quảng Hợp nằm ở phía huyện Quảng Trạch, có vị trí địa lý:
- Phía đông giáp xã Quảng Kim
- Phía tây giáp huyện Tuyên Hóa
- Phía nam giáp các xã Quảng Đông, Quảng Lưu, Quảng Thạch
- Phía bắc giáp tỉnh Hà Tĩnh.

Xã Quảng Hợp có diện tích 114,55 km², dân số năm 2019 là 5.882 người, mật độ dân số đạt 51 người/km².

## Hành chính
Xã Quảng Hợp được chia thành 6 thôn: Hợp Phú, Hợp Hạ, Hợp Trung, Hợp Bàn, Thanh Xuân, Bưởi Rỏi.